# Los Aldamas
Los Aldamas es una localidad del estado mexicano de Nuevo León. Es cabecera del municipio de Los Aldamas.

## Demografía
| Censo | Población |
| ----- | --------- |
| 1900  | 628       |
| 1910  | 1,070     |
| 1921  | 963       |
| 1930  | 886       |
| 1940  | 679       |
| 1950  | 841       |
| 1960  | 1056      |
| 1970  | 1262      |
| 1980  | 1169      |
| 1990  | 1991      |
| 1995  | 1077      |
| 2000  | 1002      |
| 2005  | 750       |
| 2010  | 545       |
| 2020  | 627       |